# 佐藤栄見子
佐藤 栄見子（さとう えみこ、1974年5月20日 - ）は、長野県を拠点に活動している日本のフリーアナウンサー。

## 来歴
北海道樺戸郡新十津川町出身。北海道滝川高等学校、中京大学社会学部社会学科卒業。
大学を卒業後、愛知県豊田市にあるひまわりネットワークに入社。編成部に配属され、アナウンス・カメラ・編集など番組の制作業務全般を担当した。
退社後、1999年5月に長野朝日放送に入社。同局のアナウンサーになり、2006年6月30日まで在籍した。
その後は結婚・出産を経て、2008年から長野県でフリーアナウンサーとして活動している。フリーに転じてからは、同じく長野県で活動している司会者やリポーターのグループ「声のお仕事 mimmit」に加入している。

## 担当番組
脚注の無いデータは、「声のお仕事 mimmit」公式サイト（下記外部リンク節を参照）に掲載されているプロフィールからの参考。

### テレビ番組
- ABNステーション（長野朝日放送） - 中継リポーター、お天気コーナー担当、企画取材
- スポーツ中継（長野朝日放送） - 夏の高校野球長野大会、春の高校伊那駅伝
- おひさまテレビ（長野朝日放送） - おひサテ長野駅中継リポーター
- Do!曜ひろば（長野朝日放送）
- ふるさとステーション（長野朝日放送） - ディレクター、リポーター、ナレーター
- こんびにテレビ（長野朝日放送） - ナレーター（えみねぇ役）
- F・F・F（長野朝日放送）
- インフォ信州（長野朝日放送）[4]
- ビタミンな朝（長野朝日放送）
- ABNスポーツ大賞（長野朝日放送） - MC
- みつめて信州生テレビ（長野朝日放送） - リポーター
- 小学生クラス対抗30人31脚（テレビ朝日） - 長野県大会実況、全国大会リポーター
- 信州の暮らしをつないで〜県内道路整備の今〜（長野朝日放送） - リポーター
- 情報パラダイス（長野朝日放送） - リポーター、ナレーター
- とれたてJOHO（長野朝日放送） - リポーター、ナレーター
- 快適！オール電化住宅 - ナレーター[6]
- 朝だ!生です旅サラダ（朝日放送） - 長野県中継リポーター（2001年[7]・2002年[8]）
- きらり☆STATION（大町市ケーブルテレビ） - ナビゲーター
- 健康かわら版 こんにちは相澤病院です（テレビ松本） - リポーター

### ラジオ番組
- Saturday D（FM長野） - パーソナリティ
- GOGO3（FM長野） - パーソナリティ
- FM長野ニュース（FM長野） - 昼のニュース担当（水曜・木曜[2] → 水曜）